# Azamat Musagaliev
Azamat Tahirovici Musagaliev (în kazahă Азамат Тахирұлы Мұсағалиев; n. 25 octombrie 1984, Kamyzyak⁠(d), RSFS Rusă, URSS) este un umorist și comediant rus, prezentator TV, actor de film și televiziune, cântăreț.
Participant la emisiunea umoristică „Odată-n Rusia” a canalului TNT. Căpitanul echipei KVN „Selecționata Regiunii Kamîziak”.
Gazda emisiunii „Mă cunosc”, „Mare șou”, „Intuiție muzicală” și „Apropo cu Azamat Harlamov”.
Fost prezentatorul emisiunilor „Care-i logica?”, „E despre mine” și „Nu te cred”

## Biografie
Azamat Musagaliev s-a născut pe 25 octombrie 1984 în orașul Kamîziak, regiunea Astrahan, RSFS Rusă, URSS, de naționalitate kazah. La 16 ani și-a pierdut tatăl. Provine din clanul Adai al ramificației Baiulî a tribului Alșîn.
A absolvit Universitatea Tehnică de Stat din Astrahan, la Facultatea de Ecologie și Conservare a Pescuitului, pe specialitatea Inginer Conservator al Pescuitului.

## Viața privată
Căsătorit din 5 aprilie 2008 cu Victoria Musagalieva. Are două fiice - Milana, născută pe 23 iulie 2008 și Leisan, născută pe 7 februarie 2013, un fiu, născut pe 12 mai 2023.

## Activitate socială
În 2018 a fost confidentul lui Vladimir Putin la alegerile prezidențiale.
În 2022, împreună cu Denis Dorohov, a întemeiat clubul de fotbal media FC „10”.
La 8 septembrie 2023, Azamat Musagaliev însoțit de Denis Dorohov a vizitat zona ocupată de ruși a regiunii Donețk din Ucraina, vizitând memorialul Saur-Mogila, unde a participat la un concert în onoarea a 80 de ani de la eliberarea Donbasului. Pentru aceasta, Musagaliev a fost inclus în lista neagră a bazei de date Mirotvoreț. Din același motiv i s-a anulat și turneul din Kazahstan.
În 2024, iarăși a devenit confident al candidatului rus la președinție Vladimir Putin.

## Carieră

### KVN
A început să joace în KVN din clasa a IX-a, iar în timpul studenției a format echipă locală cu care a concertat în turul orașelor rusești. 17
În 2007, s-a alăturat selecționatei KVN „Alternativa” din Astrahan, urmând, în scurt timp, să fie ales căpitan al echipei KVN „Selecționatei Regiunii Kamîziak”, care, în repetate rânduri, s-a calificat printre cei mai buni în sezonul Ligii Majore KVN. 17
În 2011,  „Selecționata Regiunii Kamîziak” a devenit finalistă în Prima Ligă KVN. Apoi au ajuns în semifinala jocului din Liga Majoră KVN din 2012, ocupând locul 2 în finala KVN din 2013.
Unul dintre fondatorii și primul editor al Ligii Regionale KVN „Ala-Too” din Kârgâzstan, care debutase în 2013 la Bișkek.
În 2015, echipa KVN „Selecționata Regiunii Kamîziak” a devenit campioana Ligii Majore KVN.

### Alte
În mai 2023, a devenit una dintre gazdele emisiunii „Apropo”, care este difuzată pe rețeaua de socializare VKontakte împreună cu Garik Harlamov și Denis Dorohov.

## Filmografie

### Cinematografie
| Perioadă  | Tip    | Denumire                 | Rol                                                           |
| --------- | ------ | ------------------------ | ------------------------------------------------------------- |
| 2010-2016 | Serial | Stagiarii                | Timur Borisovici Alabaev, terapeut                            |
| 2017      | Film   | Zomboiașcik              | gazda emisiunii „Lovește-o pe Buzova”                         |
| 2019      | Film   | Iobagul                  | hanul                                                         |
| 2019      | Serial | Robotul Tolia            | Eldar Rahmanovici, șeful companiei de management „Ekaterina+” |
| 2020-…    | Serial | Husarul                  | Grigorii Rîlskii, husarul                                     |
| 2021      | Film   | Zakladka                 | Aza, polițistul                                               |
| 2022      | Film   | Autoironia sorții        | Azamat Tahirovici, deputatul Ivan cel Groaznic, țarul         |
| 2023      | Film   | Țarul Ivan schimbă totul | dublura lui Stalin                                            |

### Televiziune
| Perioadă  | Canal        | Emisiune                         | Funcții                              |
| --------- | ------------ | -------------------------------- | ------------------------------------ |
| 1961-…    | Pervîi Kanal | KVN                              | Participant, Interpret               |
| 2014      | Pervîi Kanal | Simțul umorului                  | Participant, Interpret               |
| 2014-…    | TNT          | Odată-n Rusia                    | Gazdă, Prezentator, Interpret, Actor |
| 2014-2018 | TNT          | Trezirea!                        | Invitat                              |
| 2015-2023 | TNT          | Care-i logica?                   | Gazdă, Moderator, Prezentator        |
| 2016-2022 | TNT          | Improvizația                     | Invitat, Participant                 |
| 2017-2021 | TNT          | Studia SOIUZ                     | Invitat, Interpret, Competitor       |
| 2018-…    | TNT4         | Projarka                         | Invitat, Interpret, Vedetă           |
| 2018      | TNT          | Mare mic dejun                   | Invitat                              |
| 2018      | TV-3         | Nimic obișnuit                   | Juriu                                |
| 2020      | TNT          | Simte iubrea noastră la distanță | Gazdă, Prezentator, Interlocutor     |
| 2020-…    | TNT          | TALK                             | Coprezentator, Povestitor            |
| 2020-…    | TNT          | Doi la milion                    | Invitat, Competitor                  |
| 2020-…    | TNT          | Ești ca mine                     | Invitat, Coechipier, Competitor      |
| 2021      | TNT          | Jocul                            | Invitat, Coechipier, Competitor      |
| 2021-…    | TNT          | Intuiție muzicală                | Gazdă, Moderator                     |
| 2021-…    | TNT          | Nu te cred                       | Gazdă, Coprezentator, Moderator      |
| 2021-…    | TNT          | Dansuri noi                      | Juriu                                |
| 2022-…    | TNT          | Concerte                         | Invitat, Coechipier, Competitor      |
| 2022-…    | TNT4         | Așa-s miniaturile                | Invitat, Coechipier, Competitor      |
| 2023-…    | TNT          | Bombonica                        | Juriu                                |

### Internet
| Perioadă  | Canal                                                       | Emisiune               | Funcții                                                   |
| --------- | ----------------------------------------------------------- | ---------------------- | --------------------------------------------------------- |
| 2017-2021 | Barinthecity                                                | Barul din orașul mare  | Invitat, Povestitor, Interpret                            |
| 2018-…    | OX                                                          | OX                     | Invitat, Povestitor, Interlocutor, Coechipier, Competitor |
| 2018-…    | Ivleeva                                                     | AGENTSHOW              | Invitat, Povestitor                                       |
| 2019-…    | Gazgolder Arhivat în 19 februarie 2024, la Wayback Machine. | Vopros rebrom          | Invitat, Povestitor, Interlocutor                         |
| 2019-…    | Predelin                                                    | Predelnik              | Invitat, Povestitor                                       |
| 2019-…    | VK Video                                                    | Roast Battle Labelcom  | Invitat, Participant, Vedetă                              |
| 2019-…    | VK Video                                                    | Ce-a fost mai departe? | Invitat, Povestitor                                       |
| 2019-…    | VK Video                                                    | Contactele             | Invitat, Povestitor, Interlocutor                         |
| 2020-…    | VK Video                                                    | Mă cunosc              | Gazdă, Prezentator, Povestitor                            |
| 2022-…    | VK Video                                                    | E despre mine          | Invitat, Povestitor                                       |
| 2022-…    | VK Video                                                    | Citate                 | Invitat, Povestitor, Interlocutor                         |
| 2022-…    | VK Video                                                    | Podcastul lui Abramov  | Invitat, Povestitor, Interlocutor                         |
| 2022-…    | LabelSmart                                                  | Nadcast                | Invitat, Povestitor, Interlocutor                         |
| 2023-…    | VK Video                                                    | Mare șou               | Gazdă, Moderator                                          |
| 2023-…    | VK Video                                                    | ȘMEM (ШПАМ)            | Gazdă, Moderator, Coprezentator                           |
| 2023-…    | VK Video                                                    | Apropo                 | Gazdă, Coprezentator                                      |
| 2023-…    | Yandex Zen⁠(d)                                               | Rușine să cunoști      | Invitat, Competitor                                       |
| 2023-…    | OK                                                          | OKțăcăniții            | Invitat, Coechipier, Competitor                           |

### Publicitate
- 2022 — Megafon Arhivat în 25 februarie 2021, la Wayback Machine.[22] (în rolul superagentului familist, pentru un calup de peste zece clipuri de reclamă)